# イーブンバー
イーブンバー（Even Bar）とは、電気オルガン(ハモンドオルガン、ドローバーオルガン)のバリエーション。由来は、オルガンフルートの音色を作るための棒の数が過剰であるという意味からきている。2台の電気オルガンがあり、ある音を出したときに、1台の電気オルガンで鳴らせないフィートを加えるため、もう1台の電気オルガンで2オクターブと完全5度高い倍音をミックスして、音を調和したもの。全体的に、電気オルガンが含むフィートの最高音を超える高いフィートを加えたもので、イーブンバーのフィートの成分は、16'、8'、4'、2 2/3'、2'、1 1/3'、1'、2/3'、1/3'、1/6'を組み合わせた音で、パイプオルガンが含むフィートに見せかけている状態で、電気オルガンの音色自体がパイプオルガンの音色に似てるのが特徴。元のドローバーオルガンに比べて明るい音色と厚みのある豊かな音色がする。イーブンバーの音色は、「パイプオルガン」の音色に似ているが、そもそも、イーブンバーとは、General MIDI(GM)音源（128音色）には存在しないため、実際には存在しないオルガンの名前で、架空の楽器名であり、音色名としては「パイプオルガンのバリエーション音」として扱うべきである。「ブライトパイプオルガン」のような音色である。